# Arbejdende fattige
Arbejdende fattige (engelsk: Working poor) er en betegnelse for folk, der arbejder i erhverv med lave indkomster. På trods af en forholdsvist lange arbejdstider har de arbejdende fattige svært ved at opnå indtægter, der er højere end fattigdomsgrænsen.

## Definitioner
I Danmark indførte social- og integrationsminister Karen Hækkerup en officiel fattigdomsgrænse i 2013. Grænsen blev afskaffet igen i 2015.
Internationalt arbejdes der med forskellige fattigdomsgrænser, fx har Verdensbanken defineret en generel fattigdomsgrænse.
Der findes ikke nogen fast definitioner på begrebet arbejdende fattige.

## Mindsteløn
Nogle regeringer (fx den amerikanske) forsøger at nedbringe antallet af arbejdende fattige gennem en lovfæstet minimumsløn.
I Danmark findes der ikke nogen lovfæstet minimumsløn, men gennem overenskomster mellem arbejdsmarkedets parter (arbejdsgiverforeninger og fagforeninger) er der fastsat en mindsteløn for hvert fagområde. Den overenskomstfastsatte mindsteløn gælder kun for det pågældende fagområde. I Danmark er der således ikke tale om regler omfattende alle arbejdstagere.
Den arbejdende fattige kan skaffe sig en større indkomst ved at tage overarbejde eller ved at påtage sig flere jobs, men ofte er dette ikke tilstrækkeligt til at komme op over fattigdomsgrænsen.